# 石動山城
石動山城（せきどうさんじょう、いするぎやまじょう）は、能登国鹿島郡石動山（現・石川県鹿島郡中能登町石動山）にあった日本の城（山城）。七尾城の南、能越国境の荒山城の東に位置した。なお、石動山は国の史跡に指定されている。

## 概要
石動山城は、天平寺の石動山衆徒の拠点である大宮坊の砦を利用して、石動山（標高520m）の山頂付近に築かれた。天平寺の石動山衆徒は、1569年（永禄12年）に越中国を制圧した上杉謙信に対しては戦勝祈願として大般若経を贈るなどしており、これ以前から謙信方についていたと考えられる。 謙信は七尾城を攻めた際に、長期戦を想定してこの城を築き、直江景綱を守将として置いた。
本能寺の変後、能登畠山氏の旧臣が上杉景勝の助勢で蜂起して石動山に立てこもったが、前田利家や佐々成政などの軍勢により落城した。
現在城址には石動山資料館があり、また大宮坊が2002年（平成14年）11月に復元されている。

## 遺構・復元建造物
- 曲輪、土塁、堀切、竪堀
- 石動山城主郭と石垣
- 大宮坊 - 書院台所棟、御成門、台所門、番所などが復元されている。
- 石動山資料館

## 支城
- 荒山城 - 温井景隆、三宅長盛らが上杉景勝の援軍や天平寺宗徒と共に立てこもった後詰めの城。

## 交通
- JR七尾線・能登二宮駅からタクシーで約40分
- 能越自動車道・高岡ICから1時間30分
  - 能登歴史公園駐車場
  - 石動山天平寺跡駐車場